# Oh! Great
Ito Oogure (大暮維人, Ōgure Ito) ou Oh! Great, nascido em 22 de fevereiro de 1972 em Hyuga, Japão é um mangaka. Suas obras são marcadas por temas violentos e sexuais [carece de fontes?], sendo Tenjou Tenge e Air Gear os mais conhecidos. Iniciou a carreira escrevendo séries eróticas e eroguro. [carece de fontes?]
Também colaborou com o desenho de roupas para personagens da série de jogos eletrônicos Tekken (alguns dos quais, como Heihachi Mishima, Jin Kazama e Paul Phoenix, fazem uma participação no volume final de Tenjou Tenge), e a personagem Ashlotte para Soul Calibur IV. [carece de fontes?]
Seu pseudônimo, é uma corruptela com seu nome em japonês (Oogure Ito), que possui, quando pronunciado com sotaque japonês, a sonoridade semelhante das palavras inglesas Oh! Great [oːgɯɺ̠eːto].

## Obras
- Engine Room
- 5 -Five-
- Tenjou Tenge (1998 - 2010)
- Himiko-Den (1998)
- Majin ~Devil~ (2001)
- Air Gear (2003 - 2012)
- Naked Star (2004)
- Junk Story (1997)
- Setember Kiss
- Silky Whip
- Burn-Up Excess (1998)